# 射出成型機

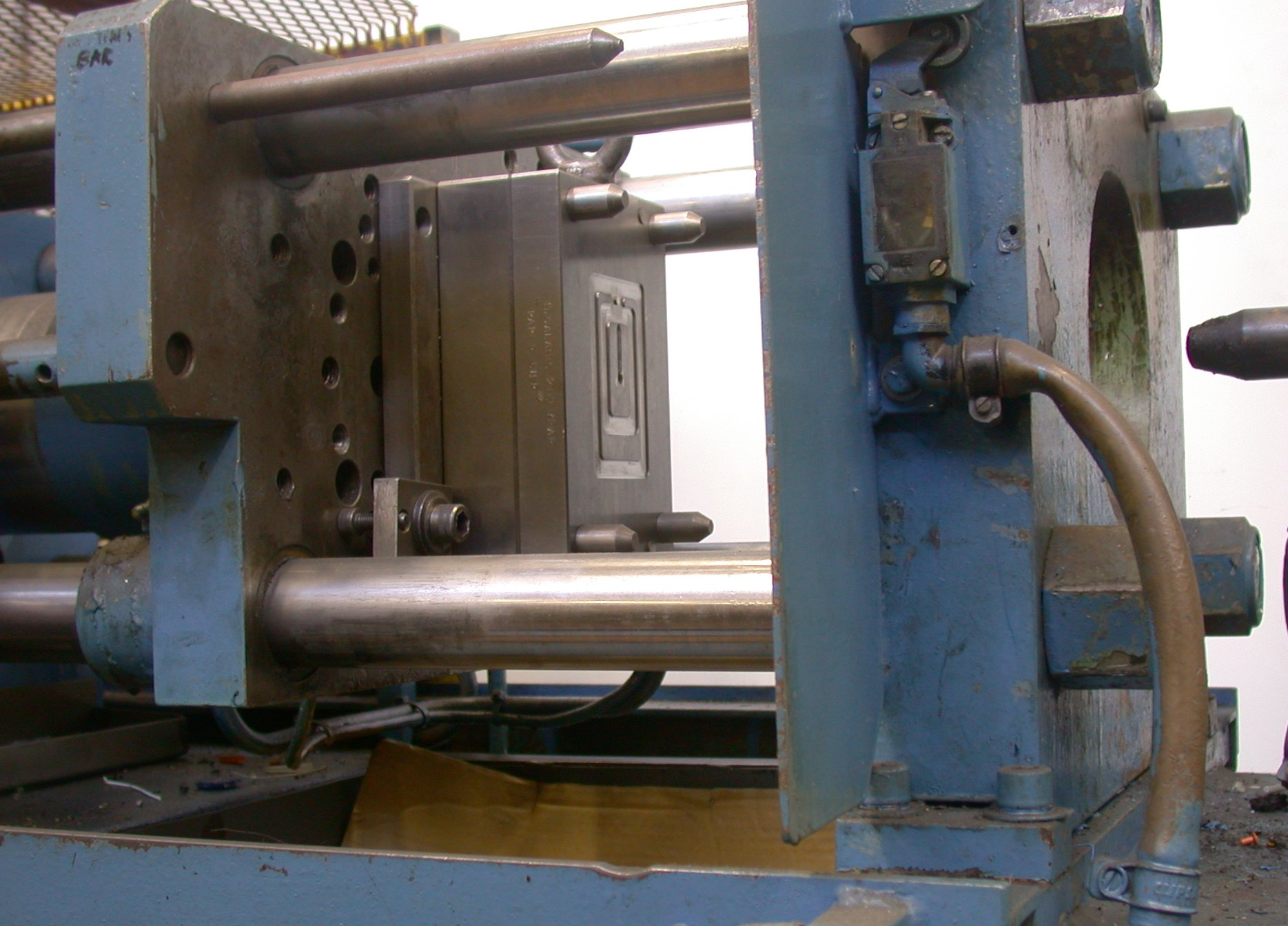
模具成型機，位於成型段，可見右邊噴嘴頭

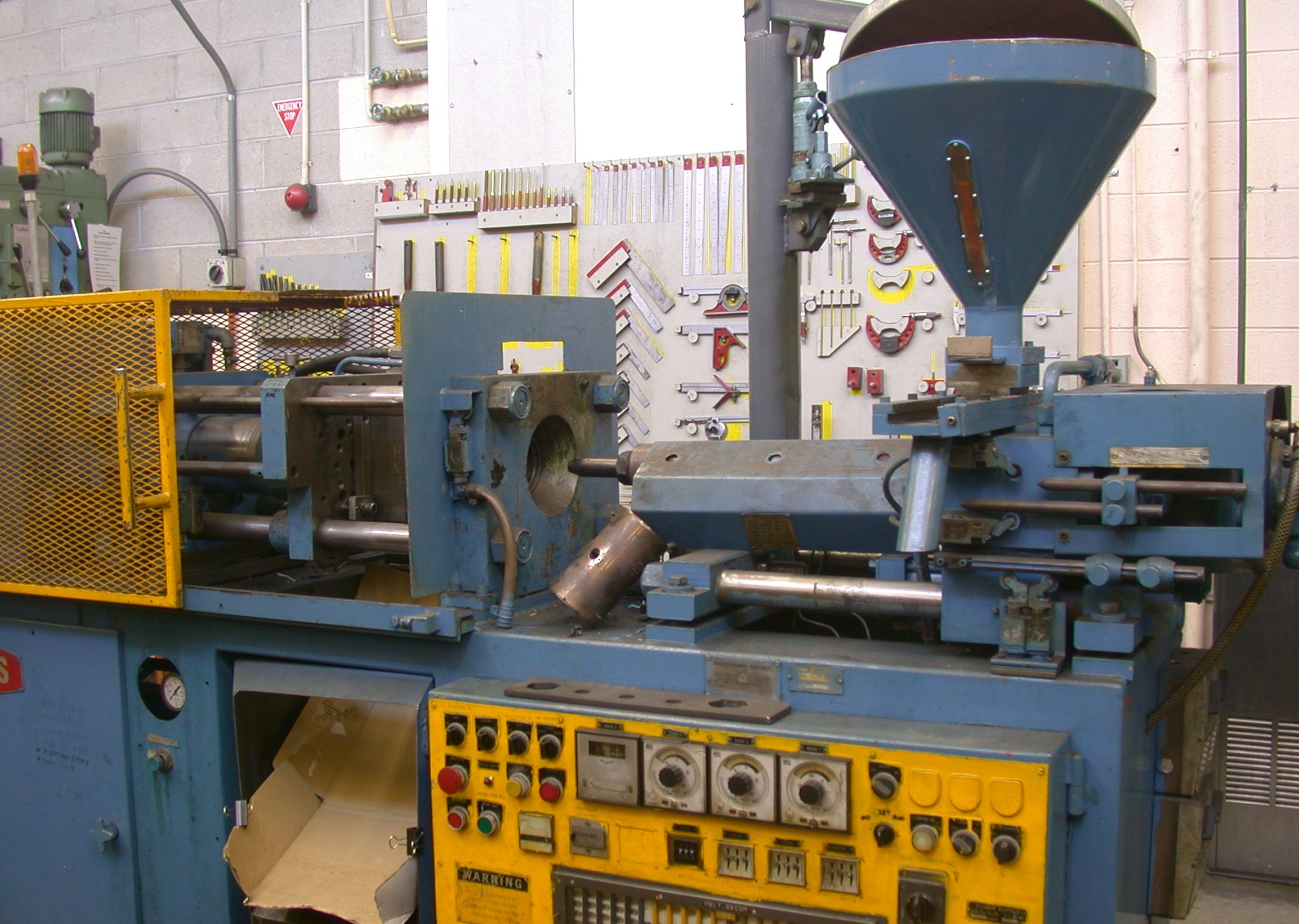
注塑機。

射出成型機(Injection molding machine)或注塑機、射出機（香港、廣東等地又稱啤機），是製造塑料產品專用機器。注射裝置和鎖模單元是注塑机的两大最主要的组成。
注塑機的模具可以固定在水平或垂直位置。多數機器是水平方向，垂直機用於一些特殊應用，使機器利用重力插入成型。

## 注塑机的类型
根据驱动系统的不同，注塑机可以分为三大类：液压注塑机，电动注塑机，或混合动力注塑机。
液压注塑机是最早出现的注塑机类型，直到在1983年日本推出了第一台全电动注塑机。
- 电动注塑机，相对于液压注塑机，其能源消耗更低、精度更高；但是其成本较高，且吨位较小，对于某些需要大锁模力的产品无法满足要求。
- 液压注塑机，由于液压锁模系统的引用，其吨位更大，可以做到8800吨的锁模力。
- 混合注塑机兼具上述两者的优缺点。

除上述分类之外，还有小型的注塑机：
- 微型注塑机，射出塑膠成品重量在 1 公克以下，或射出產品中具有μm級微結構，才需要。

## 常用的四種類型

### 常用的啤機
立式注塑机，卧式注塑机，双色机

### 活塞式啤機
柱塞射出型機（Ram-fed injection molding machine）
最初的射出成形就是柱塞式射出機
漏斗落下的塑料，可以用連結於射出柱塞的計量裝置，進行往復
運動測量，測量完成，射出柱塞向前移動，塑料受壓經過加熱管內表面
與分流梭構成狹小的流路，塑料在此受到充分加熱，成為流體狀態，
再從噴嘴部分射出進入模具內。
柱塞的缺點在於對塑料塑化能力較差，無法使塑膠料充分
的融化，射出壓力損失也很嚴重，所以目前使用的也比較少。

### 往复螺杠式啤機
往复螺杠式注射机主要由注射装置、合模装置及液压传动和电气控制系统组成。注射装置是使工程塑料均匀地塑化成熔体，并以足够的压力和速度将熔体注入模腔。一般由料筒、螺杆、喷嘴、料斗、计算装置、螺杆传动装置、注射与移动油缸、料筒与喷嘴的加热装置组成、连接模板用的拉杆、合模油缸、制品定出装置等组成。液压传动和电气控制系统，一般由电动机、油泵、管道、阀件和电气控制箱等组成。

### 微量注塑機
近幾年許多以高分子為基材的微成型技術受到了重視並積極發展，如微射出成型，微鑄造成型，微熱壓成型等技術已被應用於生醫、電子、微機電等精密微細產品上。高分子材料提供寬廣的物理與化學性質，並且具有成本低與容易成型量產的優點，使微射出成型成為微成型術中最受重視的技術。

## 機械簡介

### 射出機構
注塑机一般用公克为标准。 
- 螺桿式（螺桿直列式）：

- 柱塞式：

### 冷卻
冷卻水分配管端裝有三送三回之接頭（管徑通常是3/8），三支送水接頭及三支回水接頭，各裝有水閥，可分別個自控制水量。通常需1年保養一次。

### 儲料機構
料桶可以當作緩衝區並存放一定數量的塑料，以免影響時間。料桶也提供塑料的預熱及乾燥，因為有些塑料對水氣(moisture)非常的敏感，容易造成降解及成品脆化的後果。注塑机最大注塑量由料筒大小决定。料筒容量一般为最大注射量的倍数，其中，柱塞式注塑机为4～8倍，螺杆式注塑机为2～3倍。

### 分流梭和柱塞
是柱塞式注射机料筒中的重要部件。形状似鱼雷，在靠料筒前端的中心部位。作用有两点。把流经该处的塑料分开，形成薄层，这样塑料就会产生收敛和分流流动；避免因接近料筒壁面使塑料过热而产生分解。同时，在塑料熔体分流后，塑料会得到较好的混合和塑化。螺杆式注塑机一般不需要。

### 螺桿機構
將樹脂融化、混鍊並將提供動能將定量的樹脂高壓注入模具中。推动的压力主要来自液压力或机械力。由於在行業術語不規範，不同的名字，可能是指這些區域。不同類型的聚合物有不同的螺桿設計。
大多數螺絲有這三個區域：

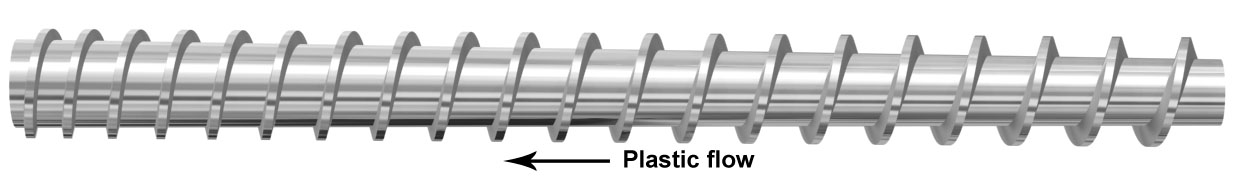

- 進料區：此區域送入到射出機中的樹脂，並且整個區域，通道的深度通常是相同的。
- 熔化區：也稱為壓縮區。熔融的樹脂在本節中，通道深度越逐漸變小的。
- Metering zone：此區域，融化的最後一個統一的溫度和成分的顆粒和混合物。

螺桿長度往往被引用到它的直徑為L：D比。舉例來說，將是一個6英寸（150毫米）直徑的螺桿（24:1）144英寸（12英尺）長，32:1是192英寸（16英尺）長。的L：D比為24:1是常見的，但一些機器上，用於混合和輸出在同一螺桿直徑為32:1。兩個階段（通風）螺絲通常是36:1佔兩個額外的區。
機筒壁上每個區域都配有一個或多個的溫度控制中的熱電偶或熱電阻。

### 喷嘴
连接着料筒和模具，作用是把塑料从料筒射入模具。

### 成型段
射出機負載模具的那二面"牆"有人稱為車壁，模具的移動全靠公壁的移動，公壁移動的軌道就叫哥林柱，也有人叫大柱。

### 鎖模機構
液壓缸，提供強而有力的機構以關閉、開啟模型和成型品頂出的動力。
- 直壓式：
- 曲肘式：

在注射成型时，熔融的塑料是被高压注入模具内，但在注射系统内存在着阻力，会使注射高压损失；所以模腔内塑料熔体受到的压力会小于注射压力，故锁模压力要比注射压力小；但为了避免注射时模具离缝产生的溢边现象，锁模压力要大于或者等于模腔内的压力。故锁模系统起的作用是能锁紧模具，并能打开模具取出制件。总结为八个字，开启灵活，闭锁紧密。锁模力可由实测和计算相结合求得。

### 壓板
有很多方法可以固定在壓板的工具，手動夾具、液壓夾具和磁夾。
通常磁性和液壓夾具是用來用在快速換模所使用的工具。

### 模具
作用：在塑料加工中，使塑料成为具有一定强度和性能，并有一定形状的制品，成型设备不能完成的由模具完成。其基本结构如下。
- 主流道：紧接着喷嘴和分流道间的一段流道，与喷嘴在同一轴心线上，可开在模具上，形状呈圆锥形。
- 分流道：是过渡部分，处于主流道和浇口之间。
- 浇口：连接分流道和型腔，熔体经过浇口注入型腔。
- 型腔：使塑料制品呈几何形状的结构。
- 排气孔：设在型腔内熔体的尽头，目的是为了排出尽头积有的气体。
- 导向零件：在模具上，由导向柱和导柱孔组成。
- 脱模装置：使制品能顺利和快速的从型腔中脱出，有机械和液压两种方式顶出脱模。
- 抽芯机构：某些制品较复杂，如侧面带有孔时，就需要用到此机构。
- 模具的加热或冷却：

### 操控系統
依照不同的樹脂原料，控制射出成型時的個各參數，如射出溫度、射出速率、射出壓力、鎖模力……。

### 機器手臂
機器手臂通常由側面或上面進入用來去除射出成品，也有是把半成品放入模具。

## 使用壽命、使用壽命及使用率
射出成型機的使用壽命很大程度上取決於其使用情況。長時間頻繁更換工具以及快速射出週期會對成型機的使用壽命產生負面影響。然而，限制系統實際利用率的往往不是機器，而是模具。